# 杨春圃
杨春圃（1913年—2011年），原名杨雨祥，又名杨春甫，河北省任丘县人。中国人民解放军军事将领。
1936年，担任中共保定市委书记。次年改任中共北平市委宣传部长。1939年，任冀热察挺进军政治部宣传部部长、军部秘书长、平西地委书记。1942年，改任平北军分区（十二军分区）政治部副主任、主任，参加冀东大暴动和百团大战。1945年，改任冀察区党委宣传部部长、张家口市委书记、市长兼卫戍区司令部政委。1948年，任东北野战军第11纵队副政委兼政治部主任、中国人民解放军第48军副政委、兼政治部主任等。1949年7月，任中国人民解放军第51军政委。1950年，改任中国人民解放军空军干部部副部长、部长。1954年，担任第二机械工业部副部长。1958年，任中共辽宁省委书记处书记。1965年，兼任中共辽宁省沈阳市委第一书记。文化大革命期间遭受迫害。1971年，任中共辽宁省委副书记。次年改中共辽宁省委书记。